# 伯尼亞薩鄉 (加拉茨縣)
45°56′53″N 27°56′01″E / 45.94806°N 27.93361°E
伯尼亞薩鄉（羅馬尼亞語：Comuna Băneasa, Galați），是羅馬尼亞的鄉份，位於該國東部，由加拉茨縣負責管轄，面積73平方公里，海拔高度77米。

## 人口相关
2007年人口2,149，人口密度每平方公里30人。